# Yeongdeungpo-gu
Yeongdeungpo-gu (koreanisch 영등포구 Hanja 永登浦區) ist einer der 25 Stadtteile Seouls, er befindet sich südlich des Hangang. Einen Teil seiner Fläche bildet die im Hangang liegende Insel Yeouido, auf der sich das koreanische Parlament befindet. Die Einwohnerzahl beträgt 377.577 (Stand: Mai 2021).

## Bezirke

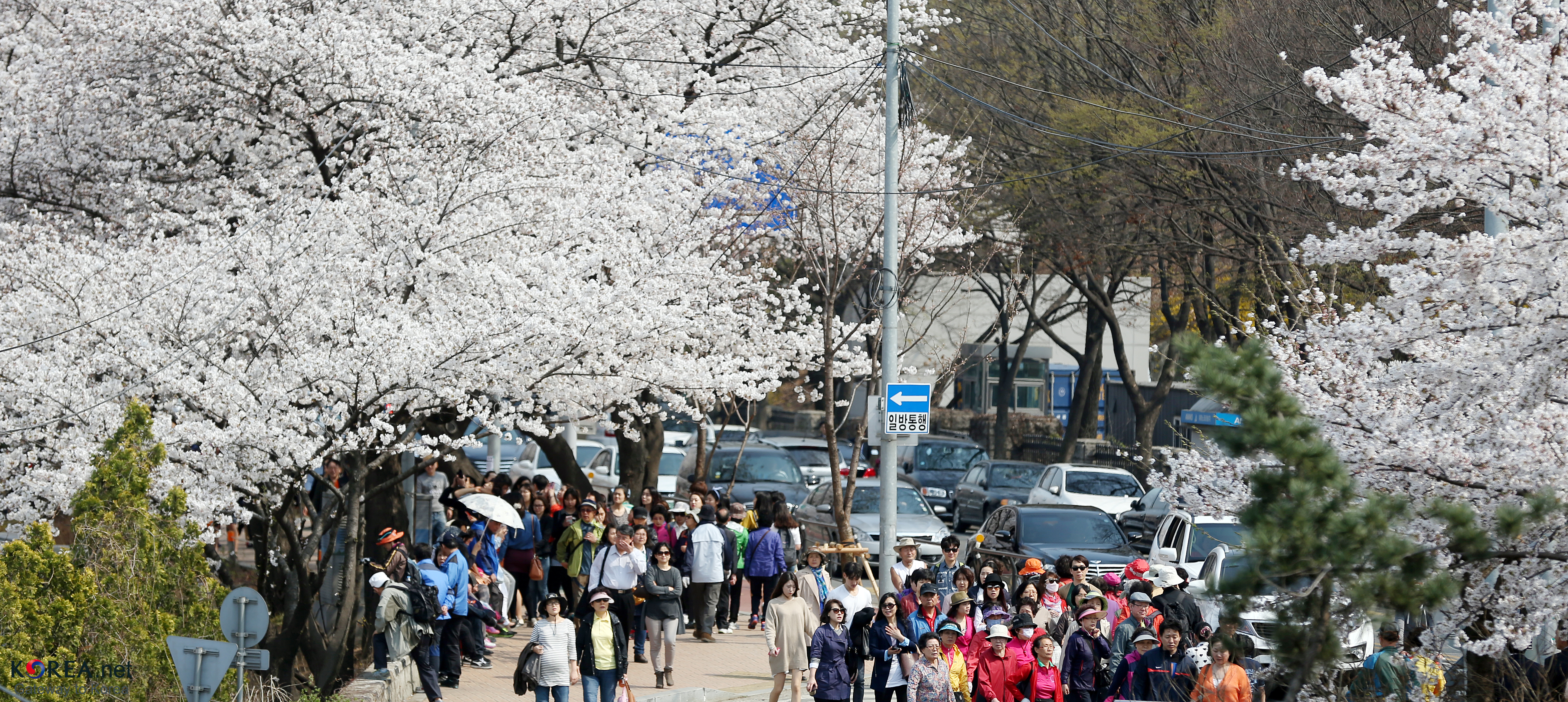
Kirschblütenfest auf Yeouido

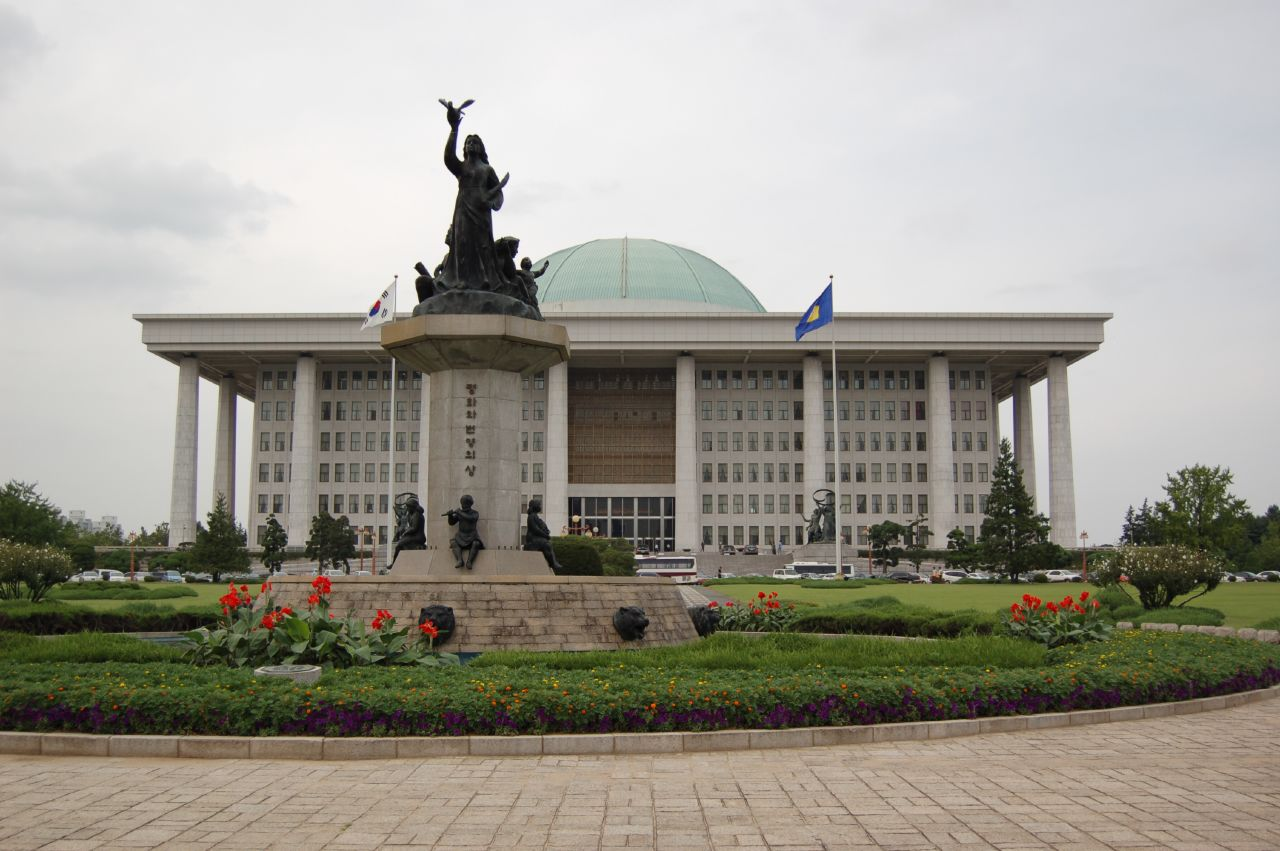
Gebäude der Nationalversammlung auf Yeouido

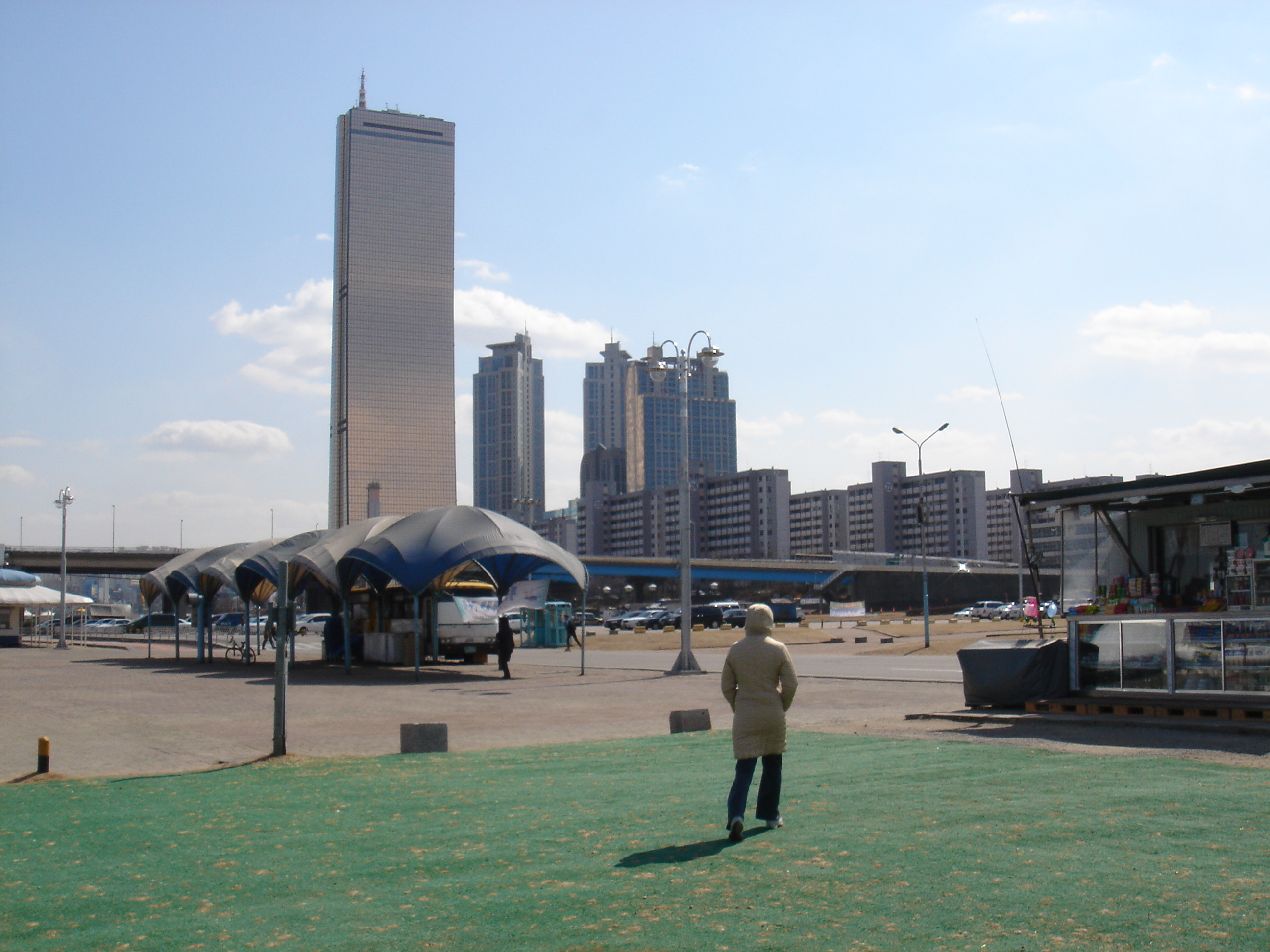
63 Building auf Yeouido

Yeongdeungpo-gu besteht aus 18 Dongs:
- Dangsan-dong 1, 2
- Daerim-dong 1, 2, 3
- Dorim-dong
- Mullae-dong
- Singil-dong  1, 3, 4, 5, 6, 7
- Yangpyeong-dong  1, 2
- Yeongdeungpo-dong
- Yeongdeungpobon-dong
- Yeouido-dong

### Besonderheiten
Daerim-dong gilt als einer der Hauptorte der chinesischen Community in Seoul.

## Handel und Wirtschaft
- LG Group
- Times Square (Seoul)
- International Finance Center Seoul
- zahlreiche Finanzunternehmen, darunter Mirae Asset Group, Hanwha Life Insurance, Daewoo Securities
- Hanjin Shipping

## Medien
Yeongdeungpo ist Sitz der öffentlich-rechtlichen Rundfunk- und Fernsehanstalt Korean Broadcasting System (KBS). Der private Rundfunksender Munhwa Broadcasting Corporation (MBC) hat seinen Sitz auf Yeouido. Auch die Tageszeitung Kukmin Ilbo hat ihren Sitz in Yeouido-dong.

## Attraktionen
- 63 Building
- Three IFC Office Tower
- Hangang Park auf der Insel Yeouido

## Festivitäten
Im Hangang Park auf Yeouido findet im April das Kirschblütenfest und im Oktober das Internationale Feuerwerkfestival statt.